# Rafael Primo de Rivera y Sobremonte
Rafael Primo de Rivera y Sobremonte   (Montevideo, 12 de juliol de 1813 - Cadis, 3 de febrer de 1902) va ser un militar i senador espanyol que va exercir com a governador de Puerto Rico entre 1873 i 1874.
Fill de José Joaquín Primo de Rivera y Ortiz de Pinedo i de Juana María Nepomuceno de Sobremonte y Larrazábal i germà de Fernando Primo de Rivera y Sobremonte, primer Marquès d'Estella. Va ser governador militar de Huelva i comandant militar a Trinidad, a Puerto Rico i al castell de la Cabanya (Cuba).
Va ser un dels signants de la Proclama als espanyols que el 19 de setembre de 1868 va dirigir el tinent general Juan Prim  des de Cadis, inici de la Revolució de 1868.
Entre 1868 i 1869, va ser capità general d'Andalusia i de València (1869), on va participar en la repressió militar de la revolució federal bombardejant les zones més poblades de València. En 1870 va ser Conseller d'Estat i Director general d'artilleria. En 1871, va publicar el llibre sobre economia «La economia en los gastos públicos». Entre 1873 i 1874 va exercir com a governador de Puerto Rico. Va morir el 1902 a Cadis.
Es va casar amb María Williams Bedmar (Jerez de la Frontera) l'11 de novembre de 1809, a Buenos Aires.